# Маргевич Марія Антонівна
Марія Антонівна Маргевич (1915, Ілукстенський повіт Курляндської губернії, тепер Латвія — ?) — латиська радянська діячка, голова Рауденського волосного виконкому Ілукстенського повіту. Депутат Верховної Ради СРСР 2-го скликання.

## Життєпис
Народилася в селянській родині, батько помер. Закінчила чотири класи початкової школи. З дитячих років наймитувала в заможних селян. П'ять років служила в родині Браковських в Бебренській волості, потім наймитувала і була покоївкою в господаря Григуліса а Асарській волості.
З 1940 року, після окупації Латвії радянськими військами, завідувала «червоним кутком» при Асарському волосному виконкомі, була радянською активісткою.
Під час німецько-радянської війни знову наймитувала в заможних селян краю Земгале. У 1944 році — доброволець-санітарка в Червоній армії, закінчила війну біля Клайпеди.
Після повернення з фронту була призначена інструктором Бебренської волосної ради Ілукстенського повіту. Через два місяці направлена на курси радянських працівників до Риги.
Після закінчення курсів у 1945 році працювала головою сільської ради в Асареській волості Ілукстенського повіту.
З липня 1945 року — голова виконавчого комітету Рауденської волосної ради Ілукстенського повіту Латвійської РСР.
У листопаді 1945 року стала кандидатом у члени ВКП(б), а потім членом ВКП(б).